# 横山駅 (石川県)
横山駅（よこやまえき）は、石川県かほく市横山にある、西日本旅客鉄道（JR西日本）七尾線の駅である。事務管コードは▲541805。

## 歴史

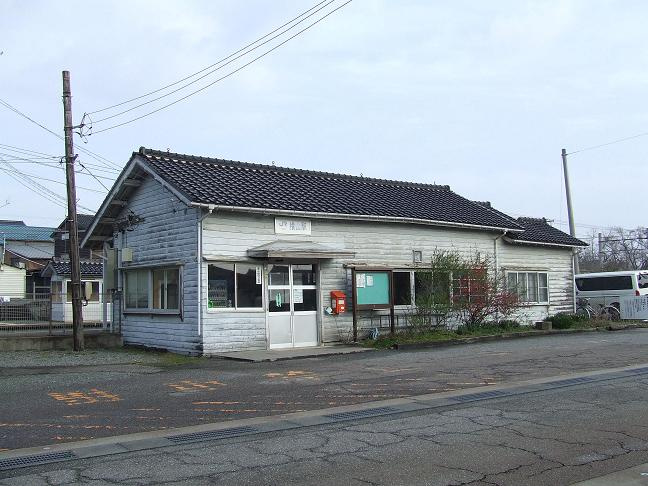
旧駅舎（2009年6月）

- 1901年（明治34年）6月15日：七尾鉄道の宇野気駅 - 高松駅間に新設開業（一般駅）[1][2]。
- 1907年（明治40年）7月1日：七尾鉄道が鉄道国有法により国有化[4]。帝国鉄道庁（国鉄）の駅となる。
- 1909年（明治42年）10月12日：線路名称制定。七尾線の所属となる[4]。
- 1929年（昭和4年）3月：駅舎建て替え（2代目）[要出典]。
- 1960年（昭和35年）8月1日：貨物の取扱を廃止[5]。
- 1972年（昭和47年）3月15日：荷物扱い廃止[6]。無人駅化[7]。
- 1987年（昭和62年）4月1日：国鉄分割民営化に伴い、西日本旅客鉄道（JR西日本）の駅となる[5]。
- 2010年（平成22年）：駅舎建て替え（3代目）[1]。
- 2021年（令和3年）3月13日：ICカード「ICOCA」の利用が可能となる[8][9][10]。

## 駅構造
相対式ホーム2面2線で列車交換可能な地上駅。七尾鉄道部管理の無人駅である。1990年代に一時的に、日中不定期に職員が派遣され臨時出札・改札を行っていたこともある。上りホーム側に小さな木造の駅舎があったが、2010年（平成22年）に立て替えられ新しい駅舎になっている。そのため、2019年（令和元年）時点で、七尾線で木造駅舎が残っている駅は本津幡駅のみとなっている。ICOCAなどの交通系ICカードが利用可能となっているが、当駅にはIC専用の簡易改札機が設置されておらず、列車内での精算となる。なお、駅舎と反対側の下りホームにも入り口が2か所設けられており、この入り口を利用する乗降客も多い。互いのホームは跨線橋で連絡している。

### のりば
| ホーム | 路線    | 方向 | 行先           |
| ------ | ------- | ---- | -------------- |
| 駅舎側 | ■七尾線 | 上り | 津幡・金沢方面 |
| 反対側 | ■七尾線 | 下り | 羽咋・七尾方面 |

- 案内上ののりば番号は設定されていない（のりば番号標もなく、駅掲示時刻表にも番号記載は存在しない）。
- 直線となっている上り線が一線スルー化されており、下りの特急は上り線を通過する[2]。ただし、一般的な一線スルーとは異なり、直線側を上下本線としておらず、上りと下りの本線は現在も分けられている。

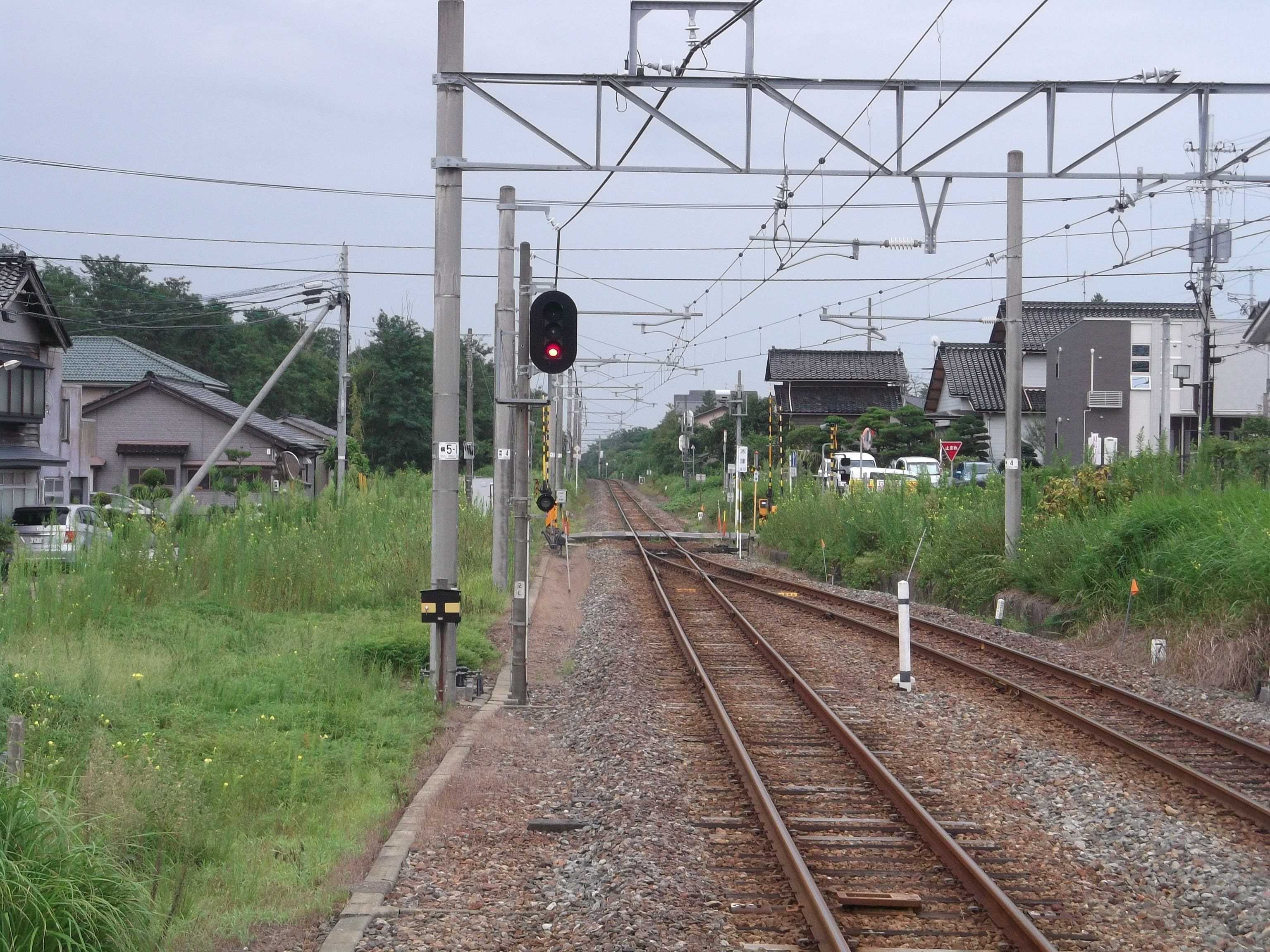
ホームから宇野気駅方面を望む（2013年8月）
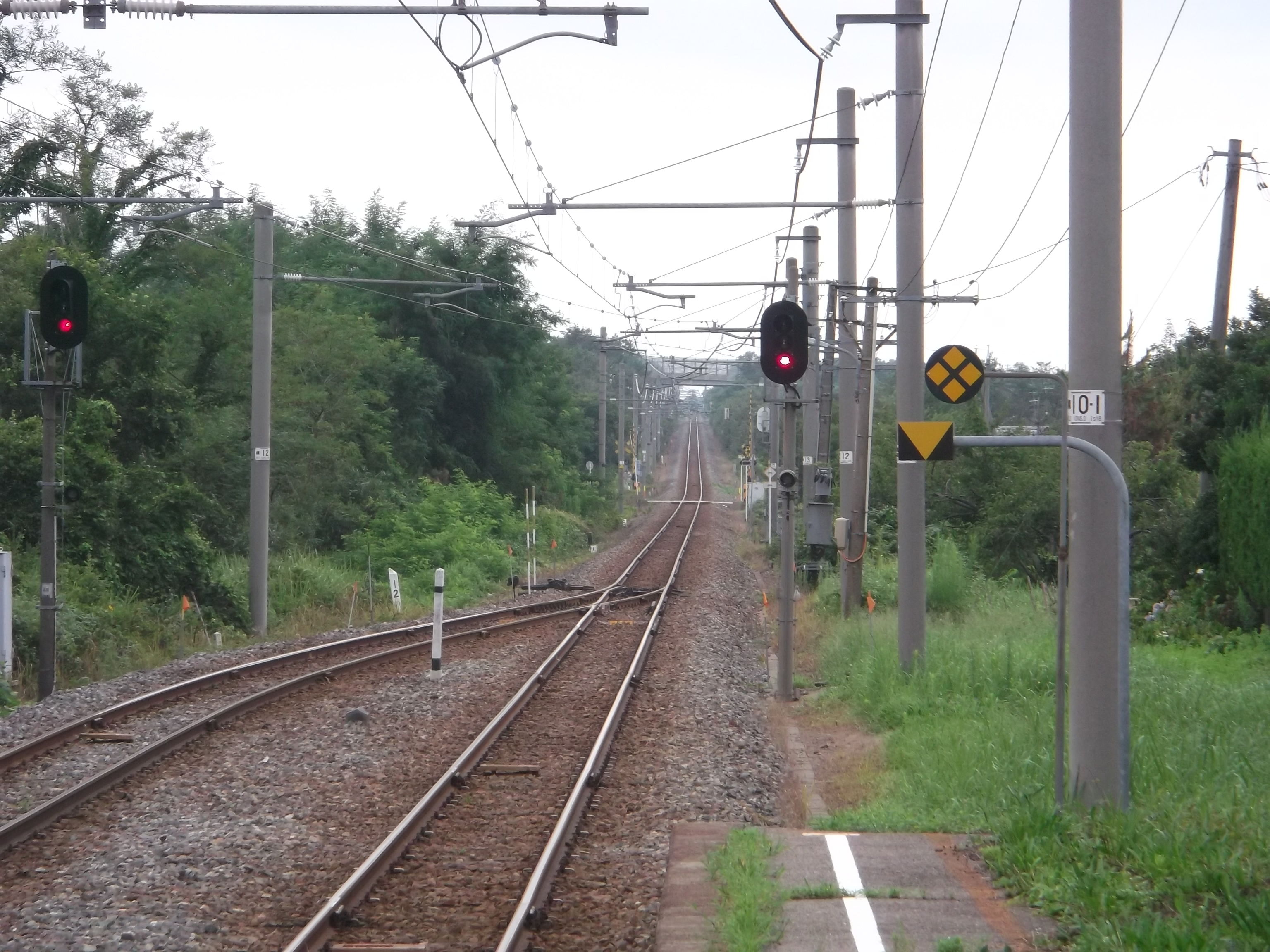
ホームから高松駅方面を望む（2013年8月）
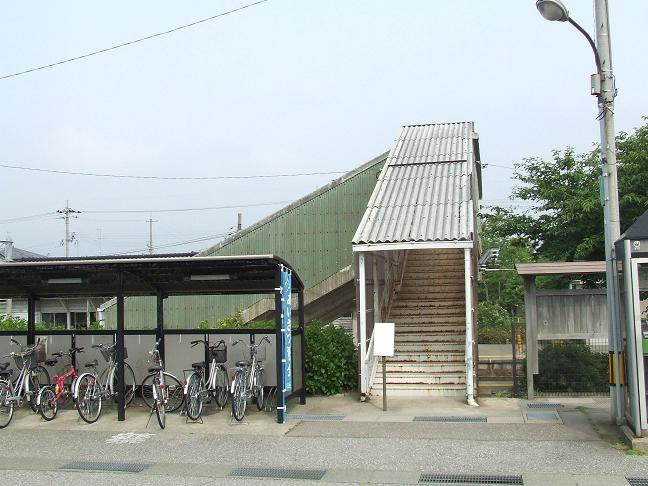
直接跨線橋につながる裏口（2009年6月）
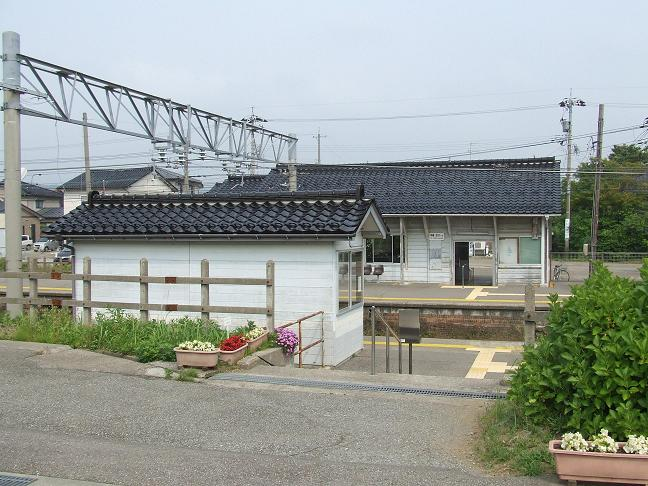
直接ホームに入れる裏口（2009年6月)

## 駅周辺
- かほく市立七塚小学校
- 木津海水浴場
- かほく市立金津小学校
- のと里山海道高松IC
- 賀茂神社[2]
- 国道159号
- 石川県道225号木津横山停車場線
- 石川県道226号黒川横山線

## 隣の駅
西日本旅客鉄道（JR西日本）
■七尾線
宇野気駅 - 横山駅 - 高松駅